# Svetovni ocean
Svetovni ocean ali Globalni ocean je med seboj povezan sistem Zemljinih oceanskih vod in zaobjema maso hidrosfere.

Združenost in kontinuiteta Svetovnega oceana, z relativno prosto izmenjavo med njegovimi deli, je temeljnega pomena za oceanografijo. Običajno je razdeljen na številna glavna oceanska področja, ki jih razmejujejo celine in razne oceanografske značilnosti: ti deli so Atlantski ocean, Arktični ocean, Tihi ocean, Južni ocean in Indijski ocean.